# Азис-Коба
Азис-Коба, Кара-Коба, Пыльная — пещера-грот на правом склоне Чернореченского каньона, Севастополь в Крыму. Стоянка первобытного человека, была исследованная Ю. Г. Колосовым. Объект туризма.

## Описание
Реликтовая гипогенная пещера-источник, заложена в верхнеюрских известняках. Расположена на правом берегу в склоне Чернореченского каньона, Севастополь в Крыму. Протяженность 12 м. На входе крупная глыба-колонна. Дно сухое, покрыто мелкодисперсной пылью. Обитают летучие мыши. Временное убежище копытных, следы помёта, ямы-порхалища.

## Исследования
Эта стоянка первобытного человека была открыта в 1927 году в ходе разведок С. Н. Бибиковым и С. А. Тарусовой и обследована в 1956—1958 годах Ю. Г. Колосовым. Стоянку относят к периоду раннего палеолита. На стоянке были обнаружены кости слона, зубра, дикого барана, оленя, кабана, шерстистого носорога, волка, лисицы, песца, пещерной гиены, бобра, 17 видов птиц, в том числе белой куропатки, альпийской галки.